# Симфония № 4 (Брамс)
Симфония № 4 ми минор — последняя симфония Иоганнеса Брамса. Она была написана  в 1884—1885 годах и принадлежит к числу наиболее совершенных и самобытных творений Брамса. 

## История создания
Летнее время 1884 и 1885 года Брамс проводил в Мюрццушлаге, именно там он работал над Четвёртой симфонией. В письме к одному из своих друзей, Гансу Бюлову, Брамс пишет: «У меня есть несколько антрактов — то, что в совокупности обычно называют симфонией». Когда Брамс показал симфонию своим друзьям, те восприняли её прохладно. Известный музыкальный критик того времени Эдуард Ганслик отметил: «У меня такое ощущение, как будто меня отлупили два ужасно остроумных человека». Ещё один приятель Брамса Макс Кальбек посоветовал Брамсу переделать скерцо в финал, а из финала сделать отдельное произведение вроде Вариаций на тему Йозефа Гайдна.  Тем не менее, Ганс Бюлов после того, как побывал на нескольких репетициях симфонии с мангеймским симфоническим оркестром, так писал о ней одному из берлинских импрессарио: «Четвертая грандиозна, в высшей степени самобытна, в высшей степени нова, рождена могучей индивидуальностью, дышит необыкновенной энергией от первой до последней ноты». Премьера состоялась 25 октября 1885 года в Мейнингене, под управлением самого Иоганнеса Брамса, и прошла с большим успехом. 3 марта 1897 года уже неизлечимо больной композитор присутствовал на исполнении Четвёртой симфонии в Венской филармонии.

## Музыкальный язык симфонии
Симфония написана в четырёх частях общей протяжённостью около 40 минут:
1. Allegro non troppo
2. Andante moderato
3. Allegro giocoso
4. Allegro energico e passionato

Композиция симфонии внешне представляет собой классический четырехчастный цикл, но драматургия произведения уникальна. И. И. Соллертинский назвал симфонию «замечательной инструментальной драмой»,  так определив её развитие: «...От скорбных раздумий и эмоциональных взлётов первой части... к трагической катастрофе финала». 
Первая часть начинается с элегической мелодии главной партии, родственной хоралу «Mein Jesu» (обработка этой мелодии откроет последний опус Брамса — Хоральные прелюдии для органа); затем вторгается «тема фанфар», отделяя друг от друга две лирические темы — главную и побочную. Сжатая и напряжённая, что характерно для творчества Брамса, разработка приводит к напряженной, но неожиданно тихой кульминации, и реприза начинается почти незаметно. В конце части её главная партия трансформируется: из элегической она превращается в трагическую. Михаил Друскин указывает на то, что такие вольные переходы между разными состояниями придают музыке черты балладного повествования. 
Вторая часть даёт музыкальную картину красоты и гармонии в искусстве. Главная партия этого сонатного анданте без разработки, начинаемая валторнами, к которым присоединяются деревянные духовые инструменты, выдержана в духе старинного романса. Гармонический язык этой части оригинален: Брамс использует мелодический мажор и часто употребляет в мажоре гармонию минорного трезвучия доминанты.
Третья часть — большое шумное скерцо. Для Брамса характерно обращение к драматической скерцозности, которая демонстрирует контрастные драматические силы. В Четвёртой симфонии скерцозность носит иной характер. Столкновение внутреннего мира с чужеродной ему повседневной жизнью — основная идея третьей части симфонии. В этом скерцо также отсутствует характерный для романтических скерцо XIX века, в частности, для творчества Чайковского, таинственно-фантастический элемент. Третья часть симфонии №4 Брамса рождает ассоциации не столько с другими скерцо, сколько с финалами классических симфоний.
Тем трагичнее звучит финал симфонии — её четвертая часть. Еще никогда в симфониях Брамса не было такого сильного контраста. Брамс применяет форму вариаций, но решает её в редкой для симфонии форме — близкой к старинной чаконе (вариациям на гармоническое остинато — неизменно повторяющуяся последовательность аккордов) или пассакалии. Соллертинский определяет форму финала, как чакону с 32-мя вариациями, при этом указывает на то, что начальная тема нередко проходит в басу.   Екатерина Царёва не даёт однозначного определения формы финала («чакона или пассакалия»), но указывает на трёхчастную организацию вариационного цикла с динамизированной репризой и кульминацией в коде. Михаил Друскин же говорит о пассакалии, состоящей из 31-й вариации и развёрнутой коды, а источником темы финала называет музыку Кантаты №150 Иоганна Себастьяна Баха. По словам Царёвой, «…здесь переплетаются отчаяние и надежда, борьба и смиренная покорность <…> Впервые финал симфонии стал вместилищем неразрешаемых противоречий, приводящих к истинно трагической развязке».

## Состав оркестра
Деревянные духовые
2 флейты
2 гобоя
2 кларнета
2 фагота
1 контрафагот
Медные духовые
4 валторны
2 трубы
3 тромбона
Ударные
Литавры
Треугольник
Струнные
I и II скрипки
Альты
Виолончели
Контрабасы